# تشكيل القفل

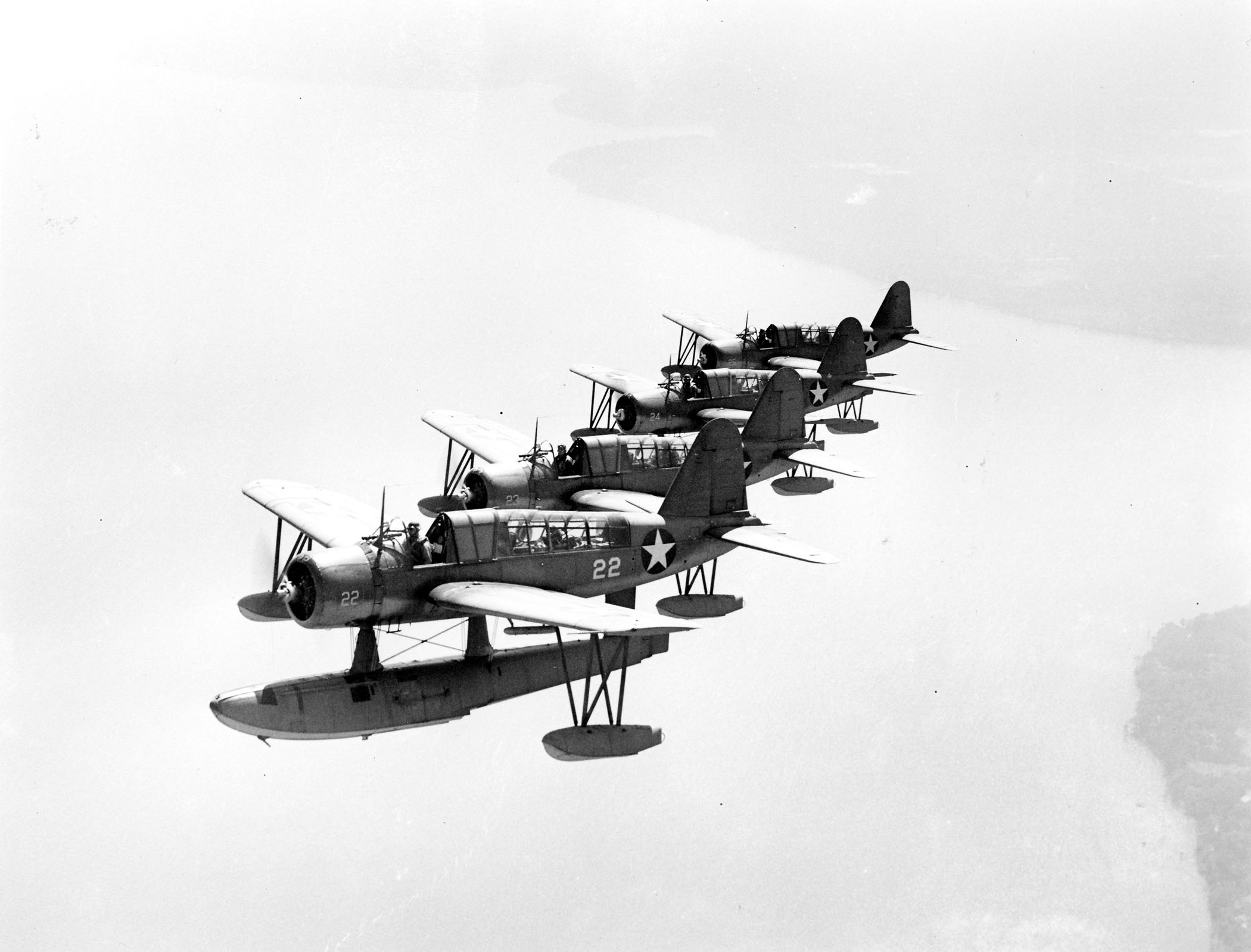
أربع طائرات OS2U Kingfisher تحلق في تشكيل القفل

تشكيل القفل أو النسق هو تشكيل تكتيكي يجري فيه ترتيب وحداته بشكل مائل. تتمركز كل وحدة خلف وإلى اليمين أو خلف وإلى اليسار للوحدة التي أماها. يُسمى التشكيل في الفرنسية échelon، والتي تعني درجة السلم، والتي تصف الشكل الذي يمتلكه هذا التشكيل عند النظر إليه من أعلى أو أسفل.

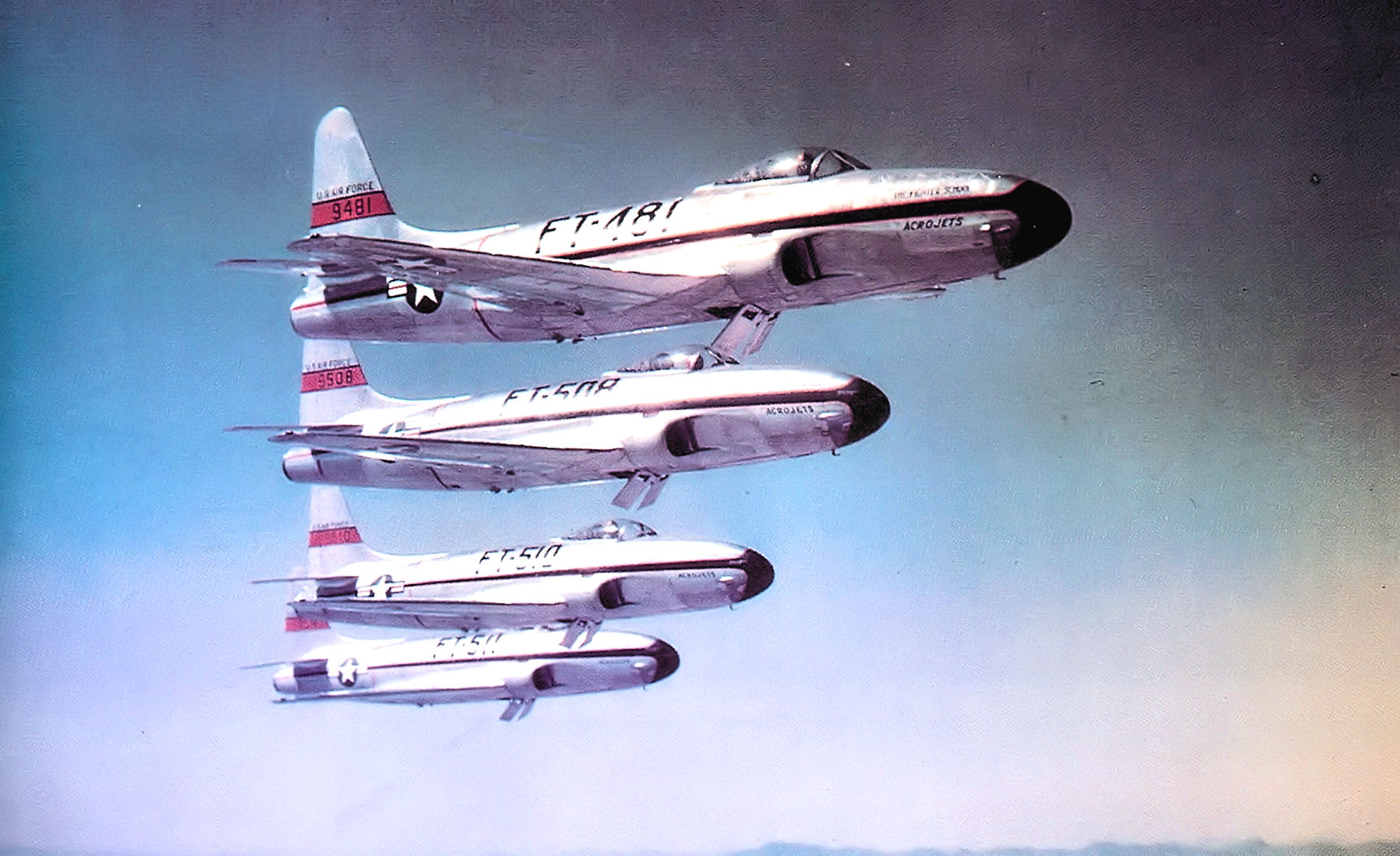
أربع طائرات لوكهيد ب-80 في تشكيل القَفَل